# 小山完吾
小山 完吾（こやま かんご、1875年〈明治8年〉5月18日 - 1955年〈昭和30年〉7月23日）は、明治・大正時代に活動した日本のジャーナリスト、大正・昭和時代の実業家である。時事新報社の記者を経て実業界に入り、明治生命保険取締役や時事新報社社長を務めた。記者時代に衆議院議員（当選1回）、晩年に貴族院勅選議員も務めた。長野県出身。

## 経歴
1875年（明治8年）5月18日、長野県佐久郡小諸町（現・小諸市）に小山謙吾の五男として生まれる。実家の小山家は小諸の与良に居を構え酒造業を営む旧家であり、父・謙吾は長野県会議員も務めた人物である。兄に酒造業を継いだ謹之助、千代田生命保険に勤めた禎三がいる。上京して福澤諭吉が開いた慶應義塾に学び、1904年（明治37年）大学部法律科を卒業。卒業後は諭吉が創業した新聞社時事新報社に入った。
1906年（明治39年）4月、時事新報社の通信員としてイギリスに渡る。同地では業務の傍らロンドン大学で政治・経済学を修めた。3年間のイギリス滞在ののち欧米各国を巡り、最後にアメリカ西部における日本人労働者の実況を視察して1909年（明治42年）5月帰国した。帰国後に福澤諭吉の孫ゆき（一太郎の長女）と結婚している。以後、1916年（大正5年）2月の辞職まで時事新報社に記者として勤務した。この間、1911年（明治44年）5月に文部省の通俗教育調査委員会委員に任命される。また1912年（明治45年）5月15日実施の第11回衆議院議員総選挙に立憲政友会北信支部より推され立候補した。選挙区は長野県郡部選挙区（定員9人）で、第4位の得票数にて当選、衆議院議員となった。翌1913年（大正2年）2月、尾崎行雄や他の長野県選出議員らと政友会を離党し政友倶楽部を組織したが、同年内に政友会へと復党している。1915年（大正4年）3月に実施された第12回総選挙には立候補していない。
時事新報社退職後は明治生命保険へと転じた。同社は慶應義塾出身の阿部泰蔵・荘田平五郎・小幡篤次郎らによって1881年（明治14年）に起業された生命保険会社である。同社では1917年（大正6年）6月本店の総務主事に就任。1919年（大正8年）12月には取締役に選出され、1925年頃にかけて取締役と総務主事を兼ねた（以後も取締役には留任）。明治生命保険在籍中、1919年にパリ講和会議が開かれた際には首席全権西園寺公望の随員としてフランスへと渡った。小山本人曰く、妻を亡くしたため外国旅行で気を紛らわせようと思い立ち、第一次世界大戦終了直後で渡航困難であったが随員ならばフランスへ渡れるため記者時代から知遇のある西園寺に頼んで一行に加えてもらったという。このとき同じく随員であった近衛文麿と親しくなり、以後太平洋戦争終戦まで近衛と交流を持った。
1923年（大正12年）5月4日、古巣時事新報社の取締役に選出。次いで1926年（大正15年）6月、福澤捨次郎（諭吉の次男）辞任に伴う後任として同社社長に就任した。社長就任は門野幾之進・福澤桃介・池田成彬の推薦によるものである。当時時事新報社は関東大震災で全焼した本社の再建に多額の費用を投じたことで経営難に陥っていた。小山の社長就任後、経営改善のため300万円の増資を計画し1926年（昭和元年）12月の臨時株主総会においてその旨を決議したが、増資手続きに難航し2期にわたり多額の欠損を繰り越さざるを得なくなった。1928年（昭和3年）1月19日、小山は在職1年半で時事新報社社長を辞任。同年6月には取締役も辞任した。
時事新報社社長辞任後は明治生命保険取締役のほか複数の会社役員を兼ねた。1933年（昭和8年）1月東京瓦斯（東京ガス）の取締役に就任する。同社では半年後の7月監査役に転じ、常任監査役となった。次いで1935年（昭和10年）1月、長野県の電力会社長野電灯でも監査役に就任する。同社は2年後の1937年（昭和12年）3月に信濃電気と合併して長野電気となったが、合併後の役員には入っていない。電力業界ではさらに1939年（昭和14年）5月、大手電力会社東邦電力の監査役に選出された。同社監査役は1942年（昭和17年）の会社解散まで務めている。解散後の同年4月からは東邦電力系列の東邦瓦斯（東邦ガス）で監査役となった。
太平洋戦争終戦後の1946年（昭和21年）3月22日、貴族院議員に勅選された（貴族院勅選議員）。貴族院では交友倶楽部に所属し、1947年（昭和22年）5月2日の貴族院廃止まで在任した。この間の1946年11月8日、1919年以来務めてきた明治生命保険取締役から退任。同月には東京瓦斯監査役（1945年6月に常任を辞職）も辞職した。残る東邦瓦斯監査役については任期満了を迎えた1950年（昭和25年）8月まで在職している。その5年後の1955年（昭和30年）7月22日、東京都品川区小山の自宅で脳梗塞のため死去した。80歳没。

## 栄典
- 1916年（大正5年）4月1日 - 勲四等瑞宝章受章[30]。

## 著作
- 『小山完吾日記』 - 慶應通信より死去直後の1955年11月に刊行。五・一五事件から太平洋戦争開戦までに記した日記をまとめたもの。

## 家族・親族
妻のゆき（1891年生）は福澤一太郎（慶應義塾社頭）の長女すなわち福澤諭吉の孫である。岳父・一太郎は諭吉の長男。妻の妹の夫には実業家の福澤駒吉（桃介の長男。一太郎二女・八重の夫）がいる。妻ゆきとの間には2女あり、そのうち長女敦（1911年生）は養子で銀行員の五郎（旧姓大島）に嫁いだ。五郎は後に三井銀行社長・会長を歴任する人物である。一方次女昌（1913年生）は福澤八重の養女となった。
兄の小山禎三（1870年生、謙吾の三男）も慶應義塾出身で、完吾に先立ち1895年に時事新報社へ入社、1907年千代田生命保険へと転じ、同社の常務取締役まで昇った人物である。